# 楊東明 (萬曆進士)
楊東明（1548年—1624年），字啟昧，一字子旭、啟修，號晉庵，別號惜陰居士，河南歸德府虞城縣人，民籍，明朝政治人物、理學家。官至刑部右侍郎。

## 生平
萬曆四年（1576年）丙子科河南鄉試第五十二名舉人，八年（1580年）庚辰科進士。吏部觀政，十年授中书舍人，丁憂归乡。十六年补原职，十七年行取，选授禮科給事中，十八年告病。二十一年起补吏科給事中，本年升任刑科右給事中，差巡视京营，二十二年（1594年）升刑科左給事中，二十三年（1595年）升吏科都給事中，多有建言。因彈劾沈思孝，反被貶為陝西布政司照磨，家居二十六年。
明光宗即位，起太常寺少卿。天啓元年（1621年）閏二月，升大理寺右少卿，四月转左少卿，六月升光禄寺卿，十月升南京通政使司通政使，二年（1622年）正月累遷刑部右侍郎，负责审理佟卜年一案。十月进左侍郎，十二月辞官，歸家卒。崇禎初年，贈刑部尚書。

## 事跡
萬曆十八年（1590年），楊東明貶官，返回虞城成立了中國最早的民間慈善組織「同善會」。
萬曆二十二年（1594年），黃河在虞城張堤口決口，中原受災，人相食。時任刑科右給事中的楊東明上《饑民圖說疏》，並隨疏上《饑民圖說》十四幅，有《水淹禾稼》、《河沖房屋》、《饑民逃荒》、《夫奔妻追》、《賣兒活命》、《棄子逃生》、《人食草木》、《全家縊死》、《刮食人肉》、《餓殍滿路》、《殺二歲女》、《盜賊夜火》、《子丐母溺》等。

## 家族
曾祖楊景鐸；祖父楊文政；父楊棟，壽官。母王氏。

## 擴展閱讀
- 吳秀玉，《楊東明學行與其〈饑民圖說疏〉研究》，臺北，2003年
- 《杨东明与<饥民图说疏>》，《人物春秋》